# 田川 (河内町)
田川（たがわ）は茨城県稲敷郡河内町の大字。郵便番号は300-1405。

## 地理
河内町の地理的中南部に位置する。東流する利根川の北岸にあたる。北は長竿、東は金江津、南東は千葉県成田市安西、南は千葉県成田市竜台、南西は千葉県栄町矢口、西は下町歩に接する。

## 小字
以下の小字が置かれている。
- 高江間（たかえま）
- 十二町（じゅうにちょう）
- 大野（おおの）
- 定玄（じょうげん）
- 水神下（すいじんした）
- 中野（なかの）
- 富田（とみた）
- 長畑（ながはた）
- 新兵衛野（しんべいの）

## 歴史

### 沿革
- 1889年（明治22年）4月1日 - 町村制施行し北羽島村・南羽島村・龍台村・佐野村・興津村・長沼村・安西新田・田川村が合併し千葉県下埴生郡豊住村が発足。豊住村大字田川になる。
- 1897年（明治30年）4月1日 - 下埴生郡が印旛郡に編入されたため、豊住村は印旛郡豊住村になる。
- 1899年（明治32年）4月1日 - 田川が、豊住村から茨城県稲敷郡金江津村に編入。金江津村大字田川になる。
- 1958年（昭和33年）2月15日 - 金江津村は河内村に編入。河内村大字田川になる。
- 1996年（平成8年）6月1日 - 河内村が町制施行し河内町になる。河内町大字田川になる。

## 小・中学校の学区
町立小・中学校に通う場合、河内町立かわち学園に通うこととなる。

## 世帯数と人口
2015年（平成27年）10月1日現在の世帯数と人口は以下の通りである。
| 大字 | 世帯数 | 人口  |
| ---- | ------ | ----- |
| 田川 | 91世帯 | 294人 |

## 施設
- 田川共同利用施設
- 田川揚排水機場
- 水神宮

## 交通

### 鉄道
鉄道は地内を通っていない。

### 道路
- 国道408号
  - 長豊橋